# Тиро а Сењо (Фрозиноне)
Тиро а Сењо је насеље у Италији у округу Фрозиноне, региону Лацио.
Према процени из 2011. у насељу је живело 60 становника. Насеље се налази на надморској висини од 119 м.